# Мечислав Новак
Мечислав Новак (пол. Mieczysław Nowak, 22 грудня 1936 — 17 травня 2006) — польський важкоатлет.
Бронзовий призер Олімпійських Ігор 1964 року в категорії до 60 кг, учасник 1968, 1972 років.
Чемпіон світу 1970 року в категорії до 60 кг, срібний призер 1965 (до 60 кг), 1966 (до 60 кг) років.
Чемпіон Європи 1965 (до 60 кг), 1966 (до 60 кг), 1968 (до 60 кг) років, срібний призер 1970 року в категорії до 56 кг, бронзовий призер 1972 року в категорії до 60 кг.